# Die kleine Tierschau

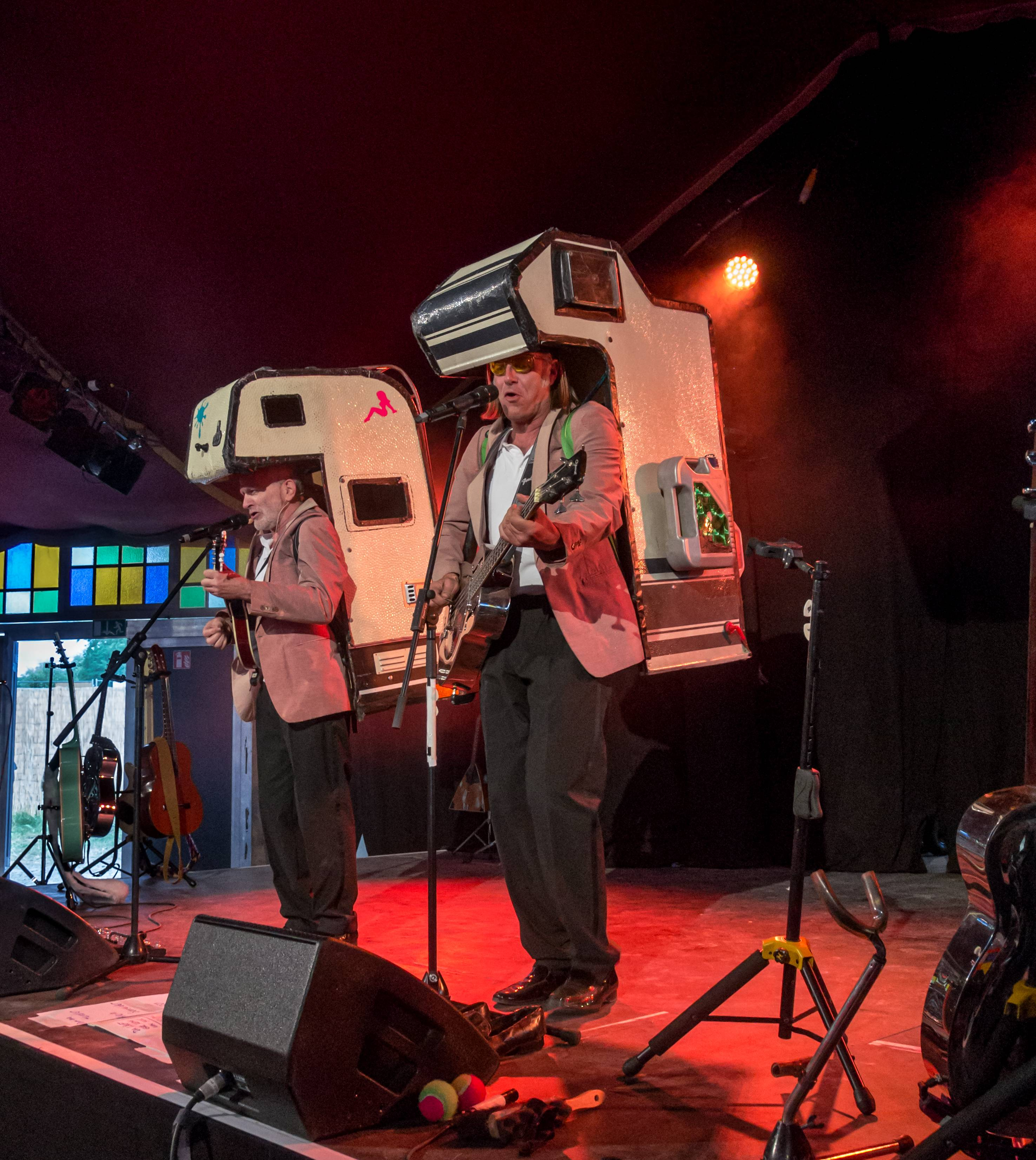
Die kleine Tierschau auf dem ZMF 2015 in Freiburg

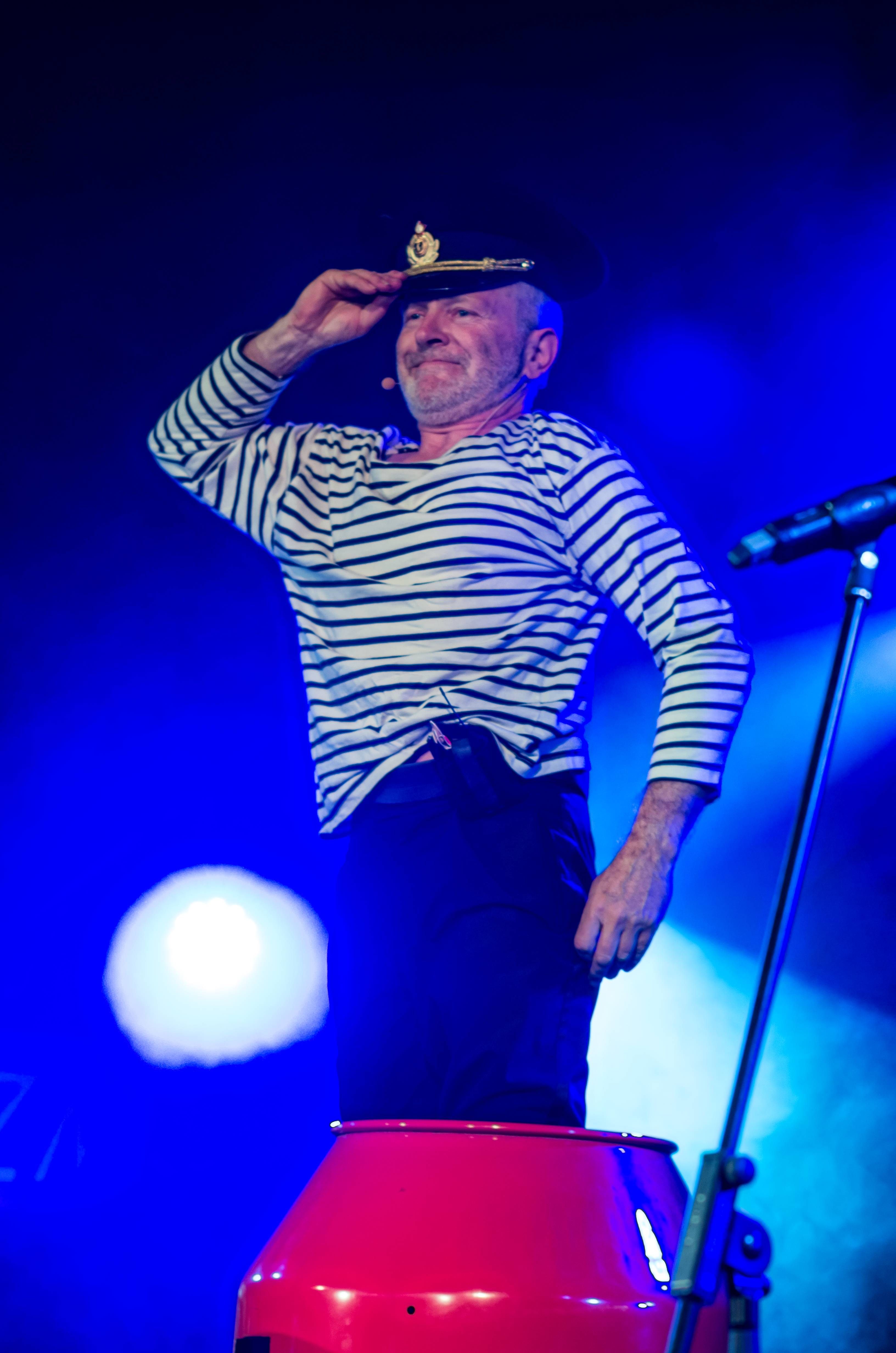
Michael Schulig

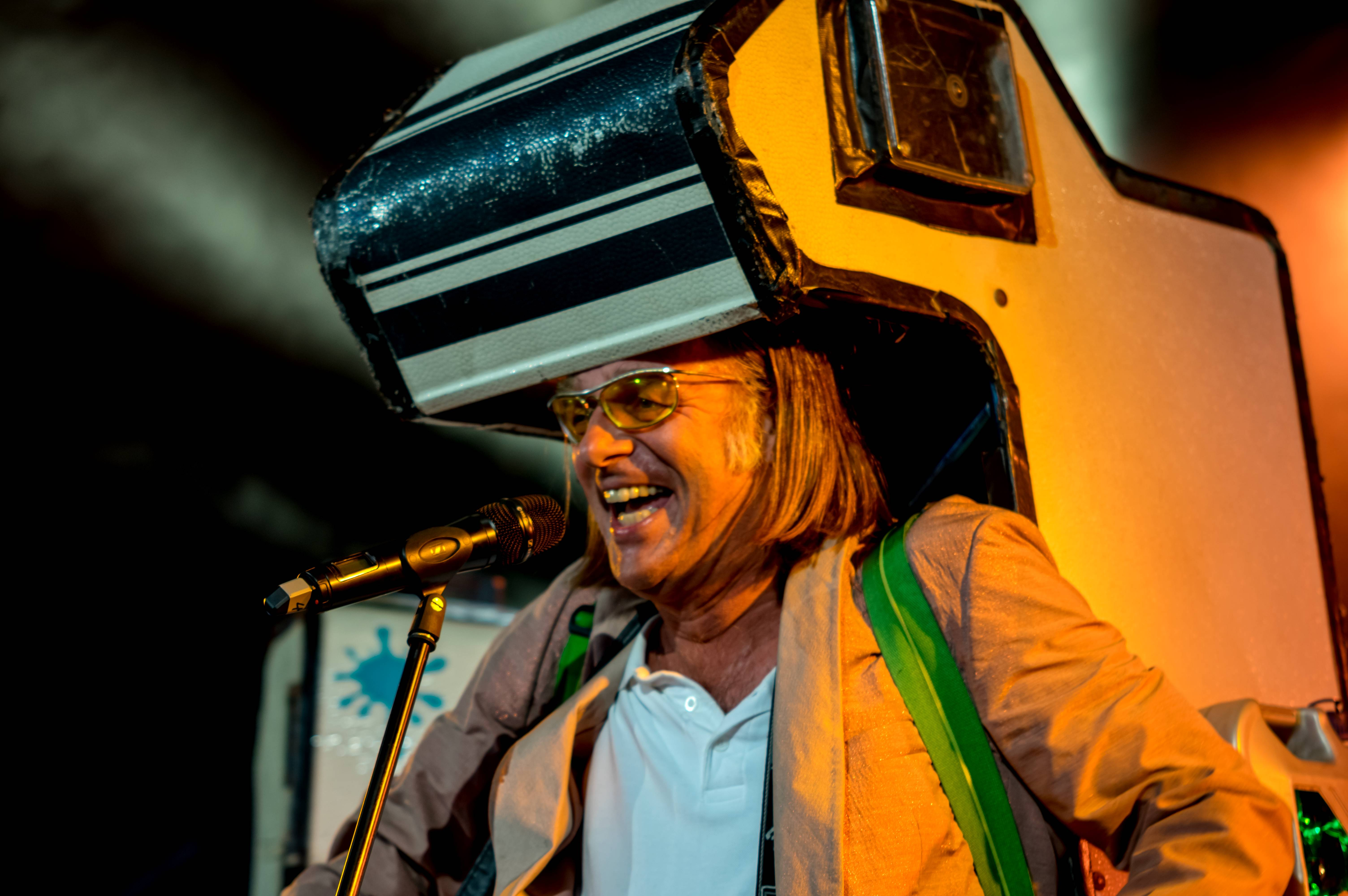
Michael Gaedt

Die kleine Tierschau war eine schwäbische Kleinkunstgruppe, gegründet 1981 in Heubach von den Schulfreunden Michael Gaedt, Ernst Mantel und Michael Schulig. Im Februar 2009 verließ Ernst Mantel die Gruppe.
Obwohl sie außerhalb Baden-Württembergs oftmals nicht verstanden wurde, da die Programme im harten schwäbischen Dialekt der Schwäbischen Alb gehalten waren, tourte die Gruppe im ganzen Bundesgebiet und dem benachbarten Ausland. Neben den Live-Shows produzierte Die kleine Tierschau mit dem Regisseur Dieter Zimmermann fünf eigene Fernsehshows für den SDR bzw. den SWR. Daneben trat Die kleine Tierschau in zahlreichen Unterhaltungssendungen auf.

## Geschichte
Die ersten Auftritte waren im Rahmen von Straßenmusik, aber schon damals war der Gruppe ein großer Aufwand an Requisiten und Musikinstrumenten wichtig. Mit Die 3 Tornados, der Ersten Allgemeinen Verunsicherung und der Band Die Ärzte war Die Kleine Tierschau gelegentlich gemeinsam zu sehen. Bei den meisten Theatergründungen der sozio-kulturellen Theaterlandschaft war Die Kleine Tierschau von Anbeginn dabei. Direkt von der Straße wurden sie von Alfred Biolek für seine Fernsehshow Showbühne engagiert.
Das Stammhaus der Kleinen Tierschau war das Theaterhaus Stuttgart. Alle Bühnenprogramme hatten dort ihre Premiere, Die Kleine Tierschau hat es stets verstanden, das ganze Theaterhaus in die Inszenierungen mit einzubinden.
Die Gruppe wurde 1989 mit dem Ravensburger Kupferle ausgezeichnet.
Im Februar 2009 löste sich die Kleine Tierschau nach einem Streit um die Namensrechte auf und sagte alle weiteren Auftritte ab. Zwischenzeitlich traten Michael Gaedt und Michael Schulig als Duo unter dem Namen Onkel Rock’n’Roll auf. Nach einem Vergleich vor Gericht dürfen die beiden den Namen „Die kleine Tierschau“ weiterverwenden.
Im Jahre 2015 kündigte die Gruppe an, sich 2016 aufzulösen. Im Januar 2016 gab es die letzten Shows.

## Programme
- 1981 Das Programm des Jahrhunderts
- 1985 Nebel, Neon & Effekte
- 1986 Die Alternative zum guten Geschmack
- 1988 Bunt- und Schwermetall
- 1990 Landfunk und Scheunentrash
- 1991 Was wir Unterhaltung verstehen
- 1993 Rummel um die Kleine Tierschau
- 1996 Die große Die Kleine Tierschau Show
- 1998 Akne, Gaby & Radieschen - Best of Best
- 2001 Import Export
- 2003 Unfug
- 2005 Landfunk und Scheunentrash Vol. 2
- 2006 Das Wunder von Heubach (25-Jahre-Show)
- 2009 Onkel Rock’n’Roll (nur mit Michael Gaedt und Michael Schulig)
- 2011 Menschen, Tierschau, Sensationen 30 Jahre Die Kleine Tierschau

## Diskografie
- 1987 Die Kleine Tierschau Live im Schloßtheater
- 1992 Die Kleine Tierschau - singt seine schönsten Lieder
- 1994 Rummel um Die Kleine Tierschau
- 2001 Wenn ich vergnügt bin

## Videos
- 1985 In dem wir Alles machen
- 1986 Neues von der kleinen Tierschau
- 1990 Landfunk und Scheunentrash
- 1991 Was wir Unterhaltung verstehen
- 1994 Rummel um die kleine Tierschau
- 1997 Die Große Die Kleine Tierschau Show Teil 1 – 3
- 2004 Unfug
- 2008 Landfunk und Scheunentrash II
- 2008 25 Jahre Die kleine Tierschau